# Râul Recea, Miletin
Râul Recea sau Râul Odaia este un curs de apă, afluent al râului Miletin. 